# Vincent Aboubakar
Vincent Paté Aboubakar (Yaoundé, 22 gennaio 1992) è un calciatore camerunese, attaccante svincolato della nazionale camerunese, della quale è capitano e con cui si è laureato campione d'Africa nel 2017.

## Caratteristiche tecniche
Centravanti forte fisicamente, è dotato buone capacità individuali e di un'ottima velocità in progressione. Si distingue per la sua abilità nel finalizzare le azioni, merito della propria rapidità e della sua prestanza atletica. Ha un buon controllo di palla e una tecnica di tiro di alto livello, capace di calciare la palla con entrambi i piedi, inoltre sa usare anche il tiro di testa. Possiede inoltre un eccellente dribbling.

## Carriera

### Club

#### Gli inizi
Aboubakar comincia la sua carriera con il Cotonsport Garoua, dove nel 2009 gioca la sua prima stagione con la prima squadra nella massima divisione.

#### Gli anni in Franciaː Valenciennes e Lorient
Il 26 maggio 2010 è ceduto al club francese del Valenciennes. Il 27 giugno 2013, viene ufficializzato il suo trasferimento al Lorient.

#### Il Porto e il prestito al Besiktas
Il 24 agosto 2014 viene ufficializzato il suo passaggio al Porto per 9 milioni di euro. In Portogallo segna diversi gol soprattutto nella sua seconda stagione (nella prima salta metà campionato a causa di un infortunio al ginocchio) dove ottiene 18 reti in 42 presenze complessive stagionali.
Il 27 agosto 2016 viene mandato in prestito ai turchi del Beşiktaş con diritto di riscatto sulla base di 30 milioni. Il 19 ottobre successivo, nella terza giornata del girone di UEFA Champions League, mette a segno una doppietta decisiva contro il Napoli per il definitivo 2-3 dei turchi, primo successo per la squadra di Istanbul nella competizione dal novembre 2009. Va a segno anche negli ottavi di finale di UEFA Europa League contro l'Olympiacos, sia all'andata che al ritorno (in quest'ultima partita viene espulso). Termina la stagione con 12 gol in 27 presenze in Süper Lig, vincendo il titolo nazionale con la sua squadra.
Rientrato al Porto, segna una tripletta il 20 agosto 2017 nella partita di campionato vinta in casa per 3-0 contro il Moreirense. Realizza 5 gol (tra cui una doppietta al Monaco) nel girone di UEFA Champions League, in cui ritrova il Beşiktaş. Il 10 dicembre segna un'altra tripletta, in casa del Vitória (0-5).
Il 28 settembre 2018 si procura una lesione al legamento crociato anteriore nella partita di campionato contro il Tondela, infortunio che lo costringe all'operazione e a un lungo periodo d'inattività. Dopo il suo rientro in campo nel maggio del 2019, al termine della stagione lascia definitivamente il club portoghese dopo 125 presenze e 58 reti complessive.

#### Besiktas e Al-Nassr
Dopo aver rescisso il contratto con il Porto, il 25 settembre 2020 torna a Istanbul accordandosi con il Beşiktaş. Al termine della stagione, dopo 29 partite e 16 gol, rimane svincolato.
L'8 giugno 2021, firma con il club saudita dell'Al-Nassr.
Nel gennaio 2023, finito ai margini del club con l'acquisto di Cristiano Ronaldo, fa ritorno al Beşiktaş.
L'11 dicembre 2023, il club turco annuncia ufficialmente che Aboubakar è stato escluso dalla squadra insieme a Eric Bailly, Valentin Rosier, Rachid Ghezzal e Jean Onana a causa delle scarse prestazioni e incompatibilità all'interno della squadra.

### Nazionale
Il suo debutto con la maglia della nazionale camerunese avviene il 29 maggio 2010 contro la Slovacchia. Partecipa al campionato mondiale del 2010, dove risulta uno dei più giovani partecipanti alla manifestazione e registra due presenze (da subentrante) nelle sconfitte contro Danimarca e Paesi Bassi.
Con la nazionale camerunese gioca in seguito il campionato mondiale del 2014, la Coppa d'Africa 2015 e la Coppa d'Africa 2017. In quest'ultima manifestazione, vinta dal Camerun, che in finale batte l'Egitto per 2-1, Aboubakar mette a segno la rete decisiva. Nello stesso anno partecipa alla FIFA Confederations Cup 2017 in Russia, dove segna un gol nella terza e ultima partita dei suoi, persa contro la Germania (3-1). Nella Coppa d'Africa 2021, giocata in Camerun nel 2022, realizza 8 gol e si laurea capocannoniere del torneo, concluso dal Camerun al terzo posto.
Convocato per disputare la fase finale del campionato mondiale del 2022, nella seconda partita della fase a gironi, firma da sostituto il gol del 2-3 e fornisce a Choupo-Moting l'assist per la rete del definitivo 3-3 contro la Serbia. Cinque giorni più tardi realizza al 90+3' il gol-vittoria nell'ininfluente 1-0 con cui i Leoni indomabili sconfiggono il Brasile, venendo poi espulso per doppia ammonizione.

## Statistiche

### Presenze e reti nei club
Statistiche aggiornate al 18 aprile 2025.
| Stagione            | Squadra             | Campionato          | Campionato | Campionato | Coppe nazionali | Coppe nazionali | Coppe nazionali | Coppe continentali | Coppe continentali | Coppe continentali | Altre coppe | Altre coppe | Altre coppe | Totale | Totale |
| Stagione            | Squadra             | Comp                | Pres       | Reti       | Comp            | Pres            | Reti            | Comp               | Pres               | Reti               | Comp        | Pres        | Reti        | Pres   | Reti   |
| ------------------- | ------------------- | ------------------- | ---------- | ---------- | --------------- | --------------- | --------------- | ------------------ | ------------------ | ------------------ | ----------- | ----------- | ----------- | ------ | ------ |
| 2009-2010           | Cotonsport Garoua   | PD                  | 15         | 7          | -               | -               | -               | -                  | -                  | -                  | -           | -           | -           | 15     | 7      |
| 2010-2011           | Valenciennes        | L1                  | 17         | 1          | CF+CL           | 1+2             | 0+3             | -                  | -                  | -                  | -           | -           | -           | 20     | 4      |
| 2011-2012           | Valenciennes        | L1                  | 27         | 6          | CF+CL           | 4+0             | 2               | -                  | -                  | -                  | -           | -           | -           | 31     | 8      |
| 2012-2013           | Valenciennes        | L1                  | 28         | 2          | CF+CL           | 1+1             | 1+0             | -                  | -                  | -                  | -           | -           | -           | 30     | 3      |
| Totale Valenciennes | Totale Valenciennes | Totale Valenciennes | 72         | 9          |                 | 9               | 6               | -                  | -                  |                    | -           | -           |             | 81     | 15     |
| 2013-2014           | Lorient             | L1                  | 37         | 17         | CF+CdL          | 0+1             | 0               | -                  | -                  | -                  | -           | -           | -           | 38     | 17     |
| 2014-2015           | Porto               | PL                  | 14         | 4          | CP+CdL          | 0+2             | 1               | UCL                | 4                  | 3                  | -           | -           | -           | 20     | 8      |
| 2015-2016           | Porto               | PL                  | 28         | 13         | CP+CdL          | 5+1             | 1+1             | UCL+UEL            | 6+2                | 3+0                | -           | -           | -           | 42     | 18     |
| 2016-2017           | Beşiktaş            | SL                  | 27         | 12         | TK              | 2               | 1               | UCL+UEL            | 6+3                | 3+3                | ST          | 0           | 0           | 38     | 19     |
| 2017-2018           | Porto               | PL                  | 28         | 15         | CP+CdL          | 5+4             | 4+2             | UCL                | 6                  | 5                  | -           | -           | -           | 43     | 26     |
| 2018-2019           | Porto               | PL                  | 8          | 4          | CP+CdL          | 0+1             | 0               | UCL                | 1                  | 0                  | SP          | 1           | 0           | 11     | 4      |
| 2019-2020           | Porto               | PL                  | 5          | 0          | CP+CdL          | 2+0             | 0               | UCL+UEL            | 1+1                | 0+2                | -           | -           | -           | 9      | 2      |
| Totale Porto        | Totale Porto        | Totale Porto        | 83         | 36         |                 | 20              | 9               |                    | 21                 | 13                 |             | 1           | 0           | 125    | 58     |
| 2020-2021           | Beşiktaş            | SL                  | 26         | 15         | TK              | 3               | 1               | UCL+ UEL           | 0+0                | 0                  |             | -           | -           | 29     | 16     |
| 2021-2022           | Al-Nassr            | SPL                 | 23         | 8          | KCC             | 1               | 0               | ACL                | 3                  | 1                  |             | -           | -           | 27     | 9      |
| 2022-gen. 2023      | Al-Nassr            | SPL                 | 11         | 4          | KCC             | 1               | 0               | -                  | -                  | -                  | -           | -           | -           | 12     | 4      |
| Totale Al Nassr     | Totale Al Nassr     | Totale Al Nassr     | 34         | 12         |                 | 2               | 0               |                    | 3                  | 1                  |             | -           | -           | 39     | 13     |
| gen-giu. 2023       | Beşiktaş            | SL                  | 16         | 13         | TK              | 0               | 0               | -                  | -                  | -                  | -           | -           | -           | 16     | 13     |
| 2023-2024           | Beşiktaş            | SL                  | 22         | 5          | TK              | 2               | 0               | UECL               | 10                 | 7                  | -           | -           | -           | 34     | 12     |
| Totale Besiktas     | Totale Besiktas     | Totale Besiktas     | 91         | 45         |                 | 7               | 2               |                    | 19                 | 13                 |             | -           | -           | 117    | 60     |
| 2024-2025           | Hatayspor           | SL                  | 25         | 7          | TK              | 3               | 1               | -                  | -                  | -                  | -           | -           | -           | 28     | 8      |
| Totale carriera     | Totale carriera     | Totale carriera     | 358        | 133        |                 | 43              | 18              |                    | 43                 | 27                 |             | 1           | 0           | 445    | 178    |

### Cronologia presenze e reti in nazionale
| Cronologia completa delle presenze e delle reti in nazionale ― Camerun | Cronologia completa delle presenze e delle reti in nazionale ― Camerun | Cronologia completa delle presenze e delle reti in nazionale ― Camerun | Cronologia completa delle presenze e delle reti in nazionale ― Camerun | Cronologia completa delle presenze e delle reti in nazionale ― Camerun | Cronologia completa delle presenze e delle reti in nazionale ― Camerun | Cronologia completa delle presenze e delle reti in nazionale ― Camerun | Cronologia completa delle presenze e delle reti in nazionale ― Camerun |
| Data                                                                   | Città                                                                  | In casa                                                                | Risultato                                                              | Ospiti                                                                 | Competizione                                                           | Reti                                                                   | Note                                                                   |
| ---------------------------------------------------------------------- | ---------------------------------------------------------------------- | ---------------------------------------------------------------------- | ---------------------------------------------------------------------- | ---------------------------------------------------------------------- | ---------------------------------------------------------------------- | ---------------------------------------------------------------------- | ---------------------------------------------------------------------- |
| 29-5-2010                                                              | Klagenfurt am Wörthersee                                               | Slovacchia                                                             | 1 – 1                                                                  | Camerun                                                                | Amichevole                                                             | -                                                                      | 67’                                                                    |
| 5-6-2010                                                               | Belgrado                                                               | Serbia                                                                 | 4 – 3                                                                  | Camerun                                                                | Amichevole                                                             | -                                                                      | 46’                                                                    |
| 19-6-2010                                                              | Pretoria                                                               | Camerun                                                                | 1 – 2                                                                  | Danimarca                                                              | Mondiali 2010 - 1º turno                                               | -                                                                      | 79’                                                                    |
| 24-6-2010                                                              | Città del Capo                                                         | Camerun                                                                | 1 – 2                                                                  | Paesi Bassi                                                            | Mondiali 2010 - 1º turno                                               | -                                                                      | 56’                                                                    |
| 11-8-2010                                                              | Stettino                                                               | Polonia                                                                | 0 – 3                                                                  | Camerun                                                                | Amichevole                                                             | 1                                                                      | 80’                                                                    |
| 4-9-2010                                                               | Belle Vue Maurel                                                       | Mauritius                                                              | 1 – 3                                                                  | Camerun                                                                | Qual. Coppa d'Africa 2012                                              | -                                                                      | 62’                                                                    |
| 9-10-2010                                                              | Garoua                                                                 | Camerun                                                                | 1 – 1                                                                  | RD del Congo                                                           | Qual. Coppa d'Africa 2012                                              | -                                                                      |                                                                        |
| 26-3-2011                                                              | Dakar                                                                  | Senegal                                                                | 1 – 0                                                                  | Camerun                                                                | Qual. Coppa d'Africa 2012                                              | -                                                                      | 75’                                                                    |
| 4-6-2011                                                               | Garoua                                                                 | Camerun                                                                | 0 – 0                                                                  | Senegal                                                                | Qual. Coppa d'Africa 2012                                              | -                                                                      |                                                                        |
| 7-6-2011                                                               | Salisburgo                                                             | Russia                                                                 | 0 – 0                                                                  | Camerun                                                                | Amichevole                                                             | -                                                                      | 46’                                                                    |
| 11-11-2011                                                             | Marrakech                                                              | Camerun                                                                | 3 – 1                                                                  | Sudan                                                                  | Amichevole                                                             | -                                                                      | 71’                                                                    |
| 13-11-2011                                                             | Marrakech                                                              | Marocco                                                                | 1 – 1                                                                  | Camerun                                                                | Amichevole                                                             | -                                                                      | 64’                                                                    |
| 29-2-2012                                                              | Bissau                                                                 | Guinea-Bissau                                                          | 0 – 1                                                                  | Camerun                                                                | Qual. Coppa d'Africa 2013                                              | -                                                                      | 65’                                                                    |
| 10-6-2012                                                              | Sfax                                                                   | Libia                                                                  | 2 – 1                                                                  | Camerun                                                                | Qual. Mondiali 2014                                                    | -                                                                      | 67’                                                                    |
| 16-6-2012                                                              | Yaoundé                                                                | Camerun                                                                | 1 – 0                                                                  | Guinea-Bissau                                                          | Qual. Coppa d'Africa 2013                                              | -                                                                      | 67’                                                                    |
| 8-9-2012                                                               | Praia                                                                  | Capo Verde                                                             | 2 – 0                                                                  | Camerun                                                                | Qual. Coppa d'Africa 2013                                              | -                                                                      | 55’                                                                    |
| 14-10-2012                                                             | Yaoundé                                                                | Camerun                                                                | 2 – 1                                                                  | Capo Verde                                                             | Qual. Coppa d'Africa 2013                                              | -                                                                      | 79’                                                                    |
| 6-2-2013                                                               | Dar es Salaam                                                          | Tanzania                                                               | 1 – 0                                                                  | Camerun                                                                | Amichevole                                                             | -                                                                      | 85’                                                                    |
| 2-6-2013                                                               | Kiev                                                                   | Ucraina                                                                | 0 – 0                                                                  | Camerun                                                                | Amichevole                                                             | -                                                                      |                                                                        |
| 9-6-2013                                                               | Lomé                                                                   | Togo                                                                   | 0 – 3 tav                                                              | Camerun                                                                | Qual. Mondiali 2014                                                    | -                                                                      |                                                                        |
| 16-6-2013                                                              | Kinshasa                                                               | RD del Congo                                                           | 0 – 0                                                                  | Camerun                                                                | Qual. Mondiali 2014                                                    | -                                                                      | 46’                                                                    |
| 5-3-2014                                                               | Leiria                                                                 | Portogallo                                                             | 5 – 1                                                                  | Camerun                                                                | Amichevole                                                             | 1                                                                      | 63’                                                                    |
| 29-5-2014                                                              | Kufstein                                                               | Paraguay                                                               | 1 – 2                                                                  | Camerun                                                                | Amichevole                                                             | -                                                                      | 46’                                                                    |
| 7-6-2014                                                               | Yaoundé                                                                | Camerun                                                                | 1 – 0                                                                  | Moldavia                                                               | Amichevole                                                             | -                                                                      | 46’                                                                    |
| 18-6-2014                                                              | Manaus                                                                 | Camerun                                                                | 0 – 4                                                                  | Croazia                                                                | Mondiali 2014 - 1º turno                                               | -                                                                      | 70’                                                                    |
| 23-6-2014                                                              | Brasilia                                                               | Camerun                                                                | 1 – 4                                                                  | Brasile                                                                | Mondiali 2014 - 1º turno                                               | -                                                                      | 72’                                                                    |
| 6-9-2014                                                               | Kinshasa                                                               | RD del Congo                                                           | 0 – 2                                                                  | Camerun                                                                | Qual. Coppa d'Africa 2015                                              | 1                                                                      |                                                                        |
| 10-9-2014                                                              | Yaoundé                                                                | Camerun                                                                | 4 – 1                                                                  | Costa d'Avorio                                                         | Qual. Coppa d'Africa 2015                                              | 2                                                                      | 38’                                                                    |
| 11-10-2014                                                             | Yaoundé                                                                | Sierra Leone                                                           | 0 – 0                                                                  | Camerun                                                                | Qual. Coppa d'Africa 2015                                              | -                                                                      | 64’                                                                    |
| 15-11-2014                                                             | Yaoundé                                                                | Camerun                                                                | 1 – 0                                                                  | RD del Congo                                                           | Qual. Coppa d'Africa 2015                                              | 1                                                                      | 65’                                                                    |
| 19-11-2014                                                             | Abidjan                                                                | Costa d'Avorio                                                         | 0 – 0                                                                  | Camerun                                                                | Qual. Coppa d'Africa 2015                                              | -                                                                      |                                                                        |
| 10-1-2015                                                              | Libreville                                                             | Camerun                                                                | 1 – 1                                                                  | Sudafrica                                                              | Amichevole                                                             | 1                                                                      |                                                                        |
| 20-1-2015                                                              | Bamako                                                                 | Mali                                                                   | 1 – 1                                                                  | Camerun                                                                | Coppa d'Africa 2015 - 1º turno                                         | -                                                                      |                                                                        |
| 24-1-2015                                                              | Malabo                                                                 | Camerun                                                                | 1 – 1                                                                  | Guinea                                                                 | Coppa d'Africa 2015 - 1º turno                                         | -                                                                      | 75’                                                                    |
| 28-1-2015                                                              | Malabo                                                                 | Costa d'Avorio                                                         | 1 – 0                                                                  | Camerun                                                                | Coppa d'Africa 2015 - 1º turno                                         | -                                                                      | 46’                                                                    |
| 25-3-2015                                                              | Sidoarjo Regency                                                       | Indonesia                                                              | 0 – 1                                                                  | Camerun                                                                | Amichevole                                                             | 1                                                                      | cap.                                                                   |
| 6-6-2015                                                               | Colombes                                                               | Burkina Faso                                                           | 2 – 3                                                                  | Camerun                                                                | Amichevole                                                             | 1                                                                      | 74’                                                                    |
| 9-6-2015                                                               | Mons                                                                   | RD del Congo                                                           | 1 – 1                                                                  | Camerun                                                                | Amichevole                                                             | -                                                                      |                                                                        |
| 14-6-2015                                                              | Yaoundé                                                                | Camerun                                                                | 1 – 0                                                                  | Mauritania                                                             | Qual. Coppa d'Africa 2017                                              | 1                                                                      | 66’                                                                    |
| 6-9-2015                                                               | Bakau                                                                  | Gambia                                                                 | 0 – 1                                                                  | Camerun                                                                | Qual. Coppa d'Africa 2017                                              | 1                                                                      |                                                                        |
| 11-10-2015                                                             | Bruxelles                                                              | Nigeria                                                                | 3 – 0                                                                  | Camerun                                                                | Amichevole                                                             | -                                                                      |                                                                        |
| 13-11-2015                                                             | Niamey                                                                 | Niger                                                                  | 0 – 3                                                                  | Camerun                                                                | Qual. Mondiali 2018                                                    | 1                                                                      |                                                                        |
| 17-11-2015                                                             | Yaoundé                                                                | Camerun                                                                | 0 – 0                                                                  | Niger                                                                  | Qual. Mondiali 2018                                                    | -                                                                      |                                                                        |
| 29-3-2016                                                              | Durban                                                                 | Sudafrica                                                              | 0 – 0                                                                  | Camerun                                                                | Qual. Coppa d'Africa 2017                                              | -                                                                      | Cap. 36’                                                               |
| 30-5-2016                                                              | Nantes                                                                 | Francia                                                                | 3 – 2                                                                  | Camerun                                                                | Amichevole                                                             | 1                                                                      | 70’                                                                    |
| 3-6-2016                                                               | Nouakchott                                                             | Mauritania                                                             | 0 – 1                                                                  | Camerun                                                                | Qual. Coppa d'Africa 2017                                              | -                                                                      | Cap. 26’ 90+2’                                                         |
| 9-10-2016                                                              | Blida                                                                  | Algeria                                                                | 1 – 1                                                                  | Camerun                                                                | Qual. Mondiali 2018                                                    | -                                                                      |                                                                        |
| 12-11-2016                                                             | Yaoundé                                                                | Camerun                                                                | 1 – 1                                                                  | Zambia                                                                 | Qual. Mondiali 2018                                                    | 1                                                                      |                                                                        |
| 5-1-2017                                                               | Yaoundé                                                                | Camerun                                                                | 2 – 0                                                                  | RD del Congo                                                           | Amichevole                                                             | -                                                                      | 46’                                                                    |
| 18-1-2017                                                              | Libreville                                                             | Camerun                                                                | 2 – 1                                                                  | Guinea-Bissau                                                          | Coppa d'Africa 2017 - 1º turno                                         | -                                                                      | 63’                                                                    |
| 22-1-2017                                                              | Libreville                                                             | Camerun                                                                | 0 – 0                                                                  | Gabon                                                                  | Coppa d'Africa 2017 - 1º turno                                         | -                                                                      | 83’                                                                    |
| 28-1-2017                                                              | Libreville                                                             | Senegal                                                                | 0 – 0 dts (4 – 5 dtr)                                                  | Camerun                                                                | Coppa d'Africa 2017 - Quarti di finale                                 | -                                                                      | 102’                                                                   |
| 2-2-2017                                                               | Franceville                                                            | Camerun                                                                | 2 – 0                                                                  | Ghana                                                                  | Coppa d'Africa 2017 - Semifinale                                       | -                                                                      | 74’                                                                    |
| 5-2-2017                                                               | Libreville                                                             | Egitto                                                                 | 1 – 2                                                                  | Camerun                                                                | Coppa d'Africa 2017 - Finale                                           | 1                                                                      | 46’ 89’                                                                |
| 24-3-2017                                                              | Radès                                                                  | Tunisia                                                                | 0 – 1                                                                  | Camerun                                                                | Amichevole                                                             | 1                                                                      | 78’                                                                    |
| 28-3-2017                                                              | Bruxelles                                                              | Camerun                                                                | 1 – 2                                                                  | Guinea                                                                 | Amichevole                                                             | -                                                                      | 73’                                                                    |
| 10-6-2017                                                              | Yaoundé                                                                | Camerun                                                                | 1 – 0                                                                  | Marocco                                                                | Qual. Coppa d'Africa 2019                                              | 1                                                                      |                                                                        |
| 18-6-2017                                                              | Mosca                                                                  | Camerun                                                                | 0 – 2                                                                  | Cile                                                                   | Conf. Cup 2017 - 1º turno                                              | -                                                                      |                                                                        |
| 22-6-2017                                                              | San Pietroburgo                                                        | Camerun                                                                | 1 – 1                                                                  | Australia                                                              | Conf. Cup 2017 - 1º turno                                              | -                                                                      |                                                                        |
| 25-6-2017                                                              | Soči                                                                   | Germania                                                               | 3 – 1                                                                  | Camerun                                                                | Conf. Cup 2017 - 1º turno                                              | 1                                                                      |                                                                        |
| 1-9-2017                                                               | Uyo                                                                    | Nigeria                                                                | 4 – 0                                                                  | Camerun                                                                | Qual. Mondiali 2018                                                    | -                                                                      |                                                                        |
| 4-9-2017                                                               | Yaoundé                                                                | Camerun                                                                | 1 – 1                                                                  | Nigeria                                                                | Qual. Mondiali 2018                                                    | 1                                                                      | 61’                                                                    |
| 7-10-2017                                                              | Yaoundé                                                                | Camerun                                                                | 2 – 0                                                                  | Algeria                                                                | Qual. Mondiali 2018                                                    | -                                                                      | cap.                                                                   |
| 11-11-2017                                                             | Ndola                                                                  | Zambia                                                                 | 2 – 2                                                                  | Camerun                                                                | Qual. Mondiali 2018                                                    | -                                                                      | cap.                                                                   |
| 25-3-2018                                                              | Madinat al-Kuwait                                                      | Kuwait                                                                 | 1 – 3                                                                  | Camerun                                                                | Amichevole                                                             | 1                                                                      | cap.                                                                   |
| 13-11-2019                                                             | Yaoundé                                                                | Camerun                                                                | 0 – 0                                                                  | Capo Verde                                                             | Qual. Coppa d'Africa 2021                                              | -                                                                      | 60’                                                                    |
| 17-11-2019                                                             | Kigali                                                                 | Ruanda                                                                 | 0 – 1                                                                  | Camerun                                                                | Qual. Coppa d'Africa 2021                                              | -                                                                      | cap. 84’                                                               |
| 12-11-2020                                                             | Douala                                                                 | Camerun                                                                | 4 – 1                                                                  | Mozambico                                                              | Qual. Coppa d'Africa 2021                                              | 2                                                                      | cap. 65’                                                               |
| 16-11-2020                                                             | Maputo                                                                 | Mozambico                                                              | 0 – 2                                                                  | Camerun                                                                | Qual. Coppa d'Africa 2021                                              | 1                                                                      | cap. 74’                                                               |
| 26-3-2021                                                              | Praia                                                                  | Capo Verde                                                             | 3 – 1                                                                  | Camerun                                                                | Qual. Coppa d'Africa 2021                                              | -                                                                      | cap.                                                                   |
| 30-3-2021                                                              | Yaoundé                                                                | Camerun                                                                | 0 – 0                                                                  | Ruanda                                                                 | Qual. Coppa d'Africa 2021                                              | -                                                                      | cap.                                                                   |
| 3-9-2021                                                               | Yaoundé                                                                | Camerun                                                                | 2 – 0                                                                  | Malawi                                                                 | Qual. Mondiali 2022                                                    | 1                                                                      | cap. 74’                                                               |
| 6-9-2021                                                               | Abidjan                                                                | Costa d'Avorio                                                         | 2 – 1                                                                  | Camerun                                                                | Qual. Mondiali 2022                                                    | -                                                                      | cap. 46’                                                               |
| 8-10-2021                                                              | Yaoundé                                                                | Camerun                                                                | 3 – 1                                                                  | Mozambico                                                              | Qual. Mondiali 2022                                                    | -                                                                      | cap. 71’                                                               |
| 11-10-2021                                                             | Tangeri                                                                | Mozambico                                                              | 0 – 1                                                                  | Camerun                                                                | Qual. Mondiali 2022                                                    | -                                                                      | cap. 56’                                                               |
| 13-11-2021                                                             | Soweto                                                                 | Malawi                                                                 | 0 – 4                                                                  | Camerun                                                                | Qual. Coppa d'Africa 2021                                              | 1                                                                      | cap. 63’                                                               |
| 16-11-2021                                                             | Douala                                                                 | Camerun                                                                | 1 – 0                                                                  | Costa d'Avorio                                                         | Qual. Mondiali 2022                                                    | -                                                                      | cap. 73’                                                               |
| 9-1-2022                                                               | Yaoundé                                                                | Camerun                                                                | 2 – 1                                                                  | Burkina Faso                                                           | Coppa d'Africa 2021 - 1º turno                                         | 2                                                                      | cap. 88’                                                               |
| 13-1-2022                                                              | Yaoundé                                                                | Camerun                                                                | 4 – 1                                                                  | Etiopia                                                                | Coppa d'Africa 2021 - 1º turno                                         | 2                                                                      | cap. 78’                                                               |
| 17-1-2022                                                              | Yaoundé                                                                | Capo Verde                                                             | 1 – 1                                                                  | Camerun                                                                | Coppa d'Africa 2021 - 1º turno                                         | 1                                                                      | cap.                                                                   |
| 24-1-2022                                                              | Yaoundé                                                                | Camerun                                                                | 2 – 1                                                                  | Comore                                                                 | Coppa d'Africa 2021 - Ottavi di finale                                 | 1                                                                      | cap. 77’                                                               |
| 29-1-2022                                                              | Douala                                                                 | Gambia                                                                 | 0 – 2                                                                  | Camerun                                                                | Coppa d'Africa 2021 - Quarti di finale                                 | -                                                                      | cap.                                                                   |
| 3-2-2022                                                               | Yaoundé                                                                | Camerun                                                                | 0 – 0 dts (1 – 3 dtr)                                                  | Egitto                                                                 | Coppa d'Africa 2021 - Semifinale                                       | -                                                                      | cap.                                                                   |
| 5-2-2022                                                               | Yaoundé                                                                | Burkina Faso                                                           | 3 – 3 dts (6 – 8 dtr)                                                  | Camerun                                                                | Coppa d'Africa 2021 - Finale 3º posto                                  | 2                                                                      | 46’                                                                    |
| 25-3-2022                                                              | Douala                                                                 | Camerun                                                                | 0 – 1                                                                  | Algeria                                                                | Qual. Mondiali 2022                                                    | -                                                                      | cap. 46’                                                               |
| 29-3-2022                                                              | Blida                                                                  | Algeria                                                                | 1 – 2 dts                                                              | Camerun                                                                | Qual. Mondiali 2022                                                    | -                                                                      | 102’                                                                   |
| 9-6-2022                                                               | Dar es Salaam                                                          | Burundi                                                                | 0 – 1                                                                  | Camerun                                                                | Qual. Coppa d'Africa 2023                                              | -                                                                      | cap. 87’                                                               |
| 23-9-2022                                                              | Goyang                                                                 | Camerun                                                                | 0 – 2                                                                  | Uzbekistan                                                             | Amichevole                                                             | -                                                                      | cap. 74’                                                               |
| 27-9-2022                                                              | Seul                                                                   | Corea del Sud                                                          | 1 – 0                                                                  | Camerun                                                                | Amichevole                                                             | -                                                                      | cap. 69’                                                               |
| 9-11-2022                                                              | Yaoundé                                                                | Camerun                                                                | 1 – 1                                                                  | Giamaica                                                               | Amichevole                                                             | -                                                                      | cap. 45’                                                               |
| 18-11-2022                                                             | Abu Dhabi                                                              | Camerun                                                                | 1 – 1                                                                  | Panama                                                                 | Amichevole                                                             | -                                                                      | cap. 46’                                                               |
| 24-11-2022                                                             | Al Wakrah                                                              | Svizzera                                                               | 1 – 0                                                                  | Camerun                                                                | Mondiali 2022 - 1º turno                                               | -                                                                      | 74’                                                                    |
| 28-11-2022                                                             | Al Wakrah                                                              | Camerun                                                                | 3 – 3                                                                  | Serbia                                                                 | Mondiali 2022 - 1º turno                                               | 1                                                                      | 55’                                                                    |
| 2-12-2022                                                              | Lusail                                                                 | Camerun                                                                | 1 – 0                                                                  | Brasile                                                                | Mondiali 2022 - 1º turno                                               | 1                                                                      | cap. 81’, 90+4’                                                        |
| 28-3-2023                                                              | Johannesburg                                                           | Namibia                                                                | 2 – 1                                                                  | Camerun                                                                | Qual. Coppa d'Africa 2023                                              | 1                                                                      | cap.                                                                   |
| 12-9-2023                                                              | Garoua                                                                 | Camerun                                                                | 3 – 0                                                                  | Burundi                                                                | Qual. Coppa d'Africa 2023                                              | 1                                                                      | cap.                                                                   |
| 12-10-2023                                                             | Mosca                                                                  | Russia                                                                 | 1 – 0                                                                  | Camerun                                                                | Amichevole                                                             | -                                                                      | cap. 76’                                                               |
| 16-10-2023                                                             | Lens                                                                   | Senegal                                                                | 1 – 0                                                                  | Camerun                                                                | Amichevole                                                             | -                                                                      | cap. 45+3’ 80’                                                         |
| 9-1-2024                                                               | Jeddah                                                                 | Zambia                                                                 | 1 – 1                                                                  | Camerun                                                                | Amichevole                                                             | -                                                                      | cap.                                                                   |
| 27-1-2024                                                              | Abidjan                                                                | Nigeria                                                                | 2 – 0                                                                  | Camerun                                                                | Coppa d'Africa 2023 - Ottavi di finale                                 | -                                                                      | 71’                                                                    |
| 8-6-2024                                                               | Yaoundé                                                                | Camerun                                                                | 4 – 1                                                                  | Capo Verde                                                             | Qual. Mondiali 2026                                                    | 2                                                                      | cap. 84’                                                               |
| 11-6-2024                                                              | Luanda                                                                 | Angola                                                                 | 1 – 1                                                                  | Camerun                                                                | Qual. Mondiali 2026                                                    | -                                                                      | cap. 87’                                                               |
| 7-9-2024                                                               | Douala                                                                 | Camerun                                                                | 1 – 0                                                                  | Namibia                                                                | Qual. Coppa d'Africa 2025                                              | 1                                                                      | cap.                                                                   |
| 10-9-2024                                                              | Kampala                                                                | Zimbabwe                                                               | 0 – 0                                                                  | Camerun                                                                | Qual. Coppa d'Africa 2025                                              | -                                                                      | cap.                                                                   |
| 11-10-2024                                                             | Yaoundé                                                                | Camerun                                                                | 4 – 1                                                                  | Kenya                                                                  | Qual. Coppa d'Africa 2025                                              | 1                                                                      | cap. 78’                                                               |
| 14-10-2024                                                             | Nairobi                                                                | Kenya                                                                  | 0 – 1                                                                  | Camerun                                                                | Qual. Coppa d'Africa 2025                                              | -                                                                      | cap.                                                                   |
| 13-11-2024                                                             | Johannesburg                                                           | Namibia                                                                | 0 – 0                                                                  | Camerun                                                                | Qual. Coppa d'Africa 2025                                              | -                                                                      | cap.                                                                   |
| 19-11-2024                                                             | Yaoundé                                                                | Camerun                                                                | 2 – 1                                                                  | Zimbabwe                                                               | Qual. Coppa d'Africa 2025                                              | 1                                                                      | cap. 90+3’                                                             |
| 19-3-2025                                                              | Nelspruit                                                              | eSwatini                                                               | 0 – 0                                                                  | Camerun                                                                | Qual. Mondiali 2026                                                    | -                                                                      | cap.                                                                   |
| 25-3-2025                                                              | Douala                                                                 | Camerun                                                                | 3 – 1                                                                  | Libia                                                                  | Qual. Mondiali 2026                                                    | 2                                                                      | cap.                                                                   |
| 6-6-2025                                                               | Marrakech                                                              | Camerun                                                                | 3 – 0                                                                  | Uganda                                                                 | Amichevole                                                             | -                                                                      | 46’                                                                    |
| 9-6-2025                                                               | Marrakech                                                              | Camerun                                                                | 1 – 1                                                                  | Guinea Equatoriale                                                     | Amichevole                                                             | 1                                                                      | cap.                                                                   |
| Totale                                                                 |                                                                        | Presenze (4º posto)                                                    | 112                                                                    |                                                                        | Reti (2º posto)                                                        | 46                                                                     |                                                                        |

## Palmarès

### Club
- Campionato camerunese: 1

Cotonsport Garoua: 2009-2010
- Campionato turco: 2

Besiktas: 2016-2017, 2020-2021
- Campionato portoghese: 2

Porto: 2017-2018, 2019-2020
- Supercoppa di Portogallo: 1

Porto: 2018
- Coppa del Portogallo: 1

Porto: 2019-2020
- Coppa di Turchia: 2

Beşiktaş: 2020-2021, 2023-2024
- Supercoppa di Turchia: 1

Beşiktaş: 2024

### Nazionale
- Coppa d'Africa: 1

Gabon 2017

### Individuale
- Capocannoniere della Coupe de la Ligue: 1

2010-2011 (3 reti)
- Capocannoniere della Coppa d'Africa: 1

Camerun 2021
- Squadre del torneo della Coppa d'Africa: 1

Camerun 2021